# 皮埃尔·卡卢卢
皮埃尔·卡泽耶·罗梅尔·卡卢卢·基亚滕瓜（法語：Pierre Kazeye Rommel Kalulu Kyatengwa；2000年6月5日—），是一名法国職業足球运动员，司职后卫，目前效力于意甲球队尤文图斯，并代表法国各级国青队参加国际比赛。

## 俱乐部生涯

### 里昂
2010年夏天，卡卢卢从他的青训球队圣普里斯特转会至法甲豪门里昂的青训梯队。从2010至2018的8年间，随着年龄的增长，卡卢卢在里昂的青训梯队中步步晋升。2018年6月，卡卢卢升入里昂预备队，随队参加第四级别联赛。2020年3月5日，在里昂主场对阵亚眠的比赛中，卡卢卢首次被球队主教练鲁迪·加西亚招入一线队比赛大名单，但没能在比赛中获得出场机会。

### AC米兰
2020年夏天，意甲球队AC米兰官方宣布，里昂球员卡卢卢转会加盟，双方将签约至2025年。2020年12月10日，在AC米兰1-0击败布拉格斯巴达的欧联杯比赛中，卡卢卢作为左中后卫首发出战并打满全场，在防守端发挥十分出色，成功帮助“红黑军团”零封对手。这场比赛也是他的米兰一线队首秀、欧联杯首秀、以及职业生涯首秀。3天后，2020年12月13日，在米兰主场对阵帕尔马的比赛中，卡卢卢在第5分钟换下了受伤的加比亚，完成了意甲首秀。2020年12月16日，在米兰客战热那亚的比赛中，卡卢卢首次为AC米兰首发出战意甲比赛，并在球队1-2落后时挺身而出，以一记捅射的方式将球送入球门，帮助米兰最终2-2战平对手。这也是他为AC米兰在正式比赛中打进的第一粒进球以及在意甲中打进的第一粒进球。

## 国家队生涯
在拥有法国国籍之外，卡卢卢也拥有民主刚果的国籍，因此他有为民主刚果参加国际比赛的权利。自2018年6月起，卡卢卢开始随法国的各级国青队参加国际比赛，并在2019年随法国U-19出战了U-19欧锦赛。

## 个人生活
皮埃尔·卡卢卢是足球运动员阿尔多·卡卢卢以及吉迪温·卡卢卢的弟弟。

## 生涯数据
最後更新：2021年4月21日
| 俱乐部   | 赛季     | 联赛     | 联赛 | 联赛 | 本土杯赛 | 本土杯赛 | 欧战 | 欧战 | 合计 | 合计 |
| 俱乐部   | 赛季     | 联赛等级 | 出场 | 进球 | 出场     | 进球     | 出场 | 进球 | 出场 | 进球 |
| -------- | -------- | -------- | ---- | ---- | -------- | -------- | ---- | ---- | ---- | ---- |
| AC米兰   | 2020–21  | 意甲     | 13   | 1    | 1        | 0        | 4    | 0    | 18   | 1    |
| AC米兰   | 合计     | 合计     | 13   | 1    | 1        | 0        | 4    | 0    | 18   | 1    |
| 生涯合计 | 生涯合计 | 生涯合计 | 13   | 1    | 1        | 0        | 4    | 0    | 18   | 1    |

## 榮譽
AC米蘭
- 意大利足球甲级联赛冠軍：2021-22賽季